# Jenny Addams
Jenny Marie Beatrice Addams (ur. 15 lutego 1909 w Brukseli, zm. w 1990) – belgijska florecistka, trzykrotna medalistka mistrzostw świata.
Na igrzyskach olimpijskich w Amsterdamie w 1928 roku zajęła szóste miejsce we florecie. W rundzie finałowej przegrała pięć z siedmiu pojedynków. Następnie była czwarta na igrzyskach olimpijskich w Los Angeles w 1932 roku. W finałach wygrała sześć z dziewięciu walk. Na rozgrywanych cztery lata później igrzyskach olimpijskich w Berlinie ponownie była szósta. Tym razem w finale przegrała pięć z siedmiu pojedynków. Brała też udział w igrzyskach olimpijskich w Londynie w 1948 roku, gdzie dotarła do półfinałów. 
Podczas mistrzostw świata w Liège w 1930 roku (oficjalnie zawody tego cyklu rozgrywane są pod tą nazwą dopiero od 1937) wywalczyła złoty medal we florecie indywidualnym. Na podium wyprzedziła Włoszkę Germanę Schwaiger i Brytyjkę Mary Ann Venables. Zdobyła również brązowe medale na mistrzostwach świata w Lozannie w 1935 roku (za Węgierką Iloną Elek i Austriaczką Ellen Preis) oraz mistrzostwach świata w Pieszczanach trzy lata później (za dwoma Czechosłowaczkami: Marie Šedivą i Carmen Slabochovą).